# A Viking Saga
A Viking Saga – Son of Thor  er en dansk-amerikansk film fra 2008, skrevet, instrueret og finansieret af den dansk-amerikanske Michael Mouyal, der her fik sin spillefilmdebut. Den er optaget i Danmark med danske skuespillere, heriblandt Peter Gantzler og Ken Vedsegaard.
Filmen blev lanceret i april 2008 på den amerikanske First Take Film Festival hvor Michael Mouyal vandt Best Independent Filmmaker og filmen vandt Best Musical Score, derefter spillede den på Bare Bones International Film Festival, hvor den vandt en 2. plads i kategorien Best Feature – Family Film. Den har endvidere vundet den "The Accolade Trophy" for dens klipning samt Best Foreign Film på Washougal International film festival. Det var filmens femte pris foruden de to nomineringer for Best Picture.
Filmen blev i Danmark vist i biograferne den 24. oktober – 2. november 2008, og udkom på dvd den 4. november 2008.

## Handling
Som 10-årig oplever vikingedrengen Helgi, at hans fødeby jævnes med jorden, og hans familie myrdes. Det lykkes ham at slippe væk, før han lider samme skæbne, og han vokser op hos sin onkel, Rurik, der opdrager Helgi som sin egen. Ruriks biologiske søn føler sig truet af Helgis tilstedeværelse og ud af kampen om faderens opmærksomhed vokser et had mellem de to brødre. På togt mange år senere møder Helgi sine forældres bødler, og fortidens smerte udløser et uundgåeligt opgør.

## Medvirkende
- Ken Vedsegaard som Oleg
- Peter Gantzler som Askold
- Kim Sønderholm som Dir
- Julie Ølgaard som Lena
- Ida Marie Nielsen som Unge Lena
- Neel Rønholt som Dagmar
- Kenneth Carmohn som Svein
- Erik Holmey som Rurik
- Hans Henrik Clemensen som Timothy
- Alexandre Willaume-Jantzen som Oyvind

## Uautoriseret trailer
Filmen blev oprindeligt kendt gennem en uautoriseret trailer, der opnåede en vis kultstatus på grund af sin amatøragtige og dermed ufrivilligt komiske fremtræden.
Skuespilleren Alexandre Willaume-Jantzen udtalte sig i den forbindelse negativt om projektet i flere medier, bl.a. Den 11. time (16/4-07), hvor også den uautoriserede trailer blev vist. Han fortalte, at produktionen virkede amatøragtig, men at skuespillerne gennemførte projektet, fordi de efterhånden syntes, det var sjovt, og for ikke at svigte instruktøren.
På baggrund af traileren sammenlignede flere medier filmen og dens instruktør med henholdsvis Reptilicus og Edward D. Wood jr., dog uden at nogen havde set filmen, der stadig var i postproduktion.